# Jean-Marie Bertrand (homme politique)
Pour les articles homonymes, voir Jean-Marie Bertrand et Bertrand.
Jean-Marie Bertrand, né le 23 décembre 1937 à Fréjus (Var) et mort le 5 juin 2010 dans la même commune, est un homme politique français.

## Biographie
Artisan miroitier, il est élu conseiller municipal de Fréjus sur la liste de François Léotard lors des élections municipales de 1977, devenant par ailleurs deuxième adjoint chargé de la jeunesse, des sports et des associations. Il le demeure jusqu'en 1983.
En 1982, il est élu conseiller général du canton de Fayence face au socialiste sortant Robert Fabre puis vice-président de l'assemblée départementale. Il siège au conseil général du Var jusqu'en 1994, année où il est défait par le divers droite Alfred Rolland.
Suppléant de François Léotard en 1993, il devient député de la cinquième circonscription du Var en remplacement de ce dernier, nommé ministre de la Défense du gouvernement Balladur. Le 20 juin 1995, il démissionne de son mandat et à la suite d'une élection législative partielle organisée les 10 et 17 septembre 1995, M. Léotard retrouve son siège.

## Détail des fonctions et des mandats
Mandat parlementaire
- 2 mai 1993 - 20 juin 1995 : député de la cinquième circonscription du Var

Mandats locaux
- 20 mars 1977 - 6 mars 1983 : conseiller municipal de Fréjus
- 25 mars 1977 - 6 mars 1983 : deuxième adjoint au maire de Fréjus
- 21 mars 1982 - 27 mars 1994 : conseiller général du canton de Fayence
- 1988 - 1994 : vice-président du conseil général du Var